# Tabanus kwatta
Tabanus kwatta är en tvåvingeart som beskrevs av David Fairchild 1983. Tabanus kwatta ingår i släktet Tabanus och familjen bromsar.
Artens utbredningsområde är Surinam. Inga underarter finns listade i Catalogue of Life.